# Christine Aaftink
Christine Jacoba Aaftink (sinh ngày 25 tháng 8 năm 1966) là một vận động viên trượt băng tốc độ người Hà Lan. Cô tham gia chủ yếu ở cự ly 500 mét đến 1000 mét và đã thi đấu tại Thế vận hội Mùa đông 1998, 1992 và 1994. Thành tích tốt nhất của cô là vào năm 1992 ở nội dung 500 mét đến 1000 mét, cô đã xếp ở vị trí thứ 4 và thứ 5. Năm 1994 tại Thế vận hội Mùa đông 1994 cô là người mang lá cờ về của đoàn thể thao Hà Lan. Cô đã giành được 2 huy chương đồng tại World Sprint Speed Skating Championships for Women vào năm 1990 và 1991.
Vận động viên:
- 500 m – 39.88 (1996)
- 1000 m – 1:20.21 (1996)
- 1500 m – 2:11.57 (1994)
- 3000 m – 5:04.33 (1987)